# ۲۹ خرداد
۲۹ خرداد نود و یکمین روز سال در گاه‌شماری خورشیدی است. به پایان سال ۲۷۴ روز (۲۷۵ روز در سال کبیسه) باقی‌است.

## رویدادها
- ۱۳۱۷ - قهرمانی ایتالیا در جام جهانی ۱۹۳۸
- ۱۳۵۶ - رقابت ۲۹ خرداد ۱۳۵۶ تیم ملی فوتبال ایران با تیم ملی فوتبال هنگ کنگ در مرحله مقدماتی جام جهانی فوتبال ۱۹۷۸ آسیا و اقیانوسیه
- ۱۳۹۲ - کودک‌ربایی خیابان مجیدیه
- ۱۴۰۰ - حادثه ۲۹ خرداد ۱۴۰۰ فروند بل ۲۱۴
- ۱۴۰۳ - زمین‌لرزه ۱۴۰۳ کاشمر
- ۱۴۰۳ - آتش‌سوزی بیمارستان قائم رشت

## زادروزها
- ۱۳۱۶ - مجید سمیعی، پزشک
- ۱۳۲۶ - فریدون شهیدی، ریاضی‌دان
- ۱۳۲۸ - ابی، خواننده
- ۱۳۳۰ - رضا کیانیان، بازیگر
- ۱۳۵۹ - سپهر حیدری، فوتبالیست

## درگذشت‌ها
- ۱۳۵۶ - علی شریعتی، نویسنده و جامعه‌شناس[۱]
- ۱۳۷۸ - سعید امامی، مأمور بلندپایه وزارت اطلاعات
- ۱۳۹۱ - عبدالله سروراحمدی، نوازنده دوتار